# Dirinon
Dirinon település Franciaországban, Finistère megyében. Lakosainak száma 2195 fő (2022. január 1.). Dirinon Landerneau, Daoulas, Loperhet, Pencran és Saint-Urbain községekkel határos.

## Népesség
A település népességének változása:
| Lakosok száma | 1010 | 1799 | 2024 | 2443 | 2342 | 2333 | 2261 | 2215 | 2206 | 2195 |
|               | 1968 | 1982 | 1990 | 2006 | 2013 | 2015 | 2017 | 2019 | 2020 | 2022 |